# Liga del Norte de Coahuila 2013
La Temporada 2013 de la Liga del Norte de Coahuila fue la edición número 45 de la tercera etapa de este circuito. Se realizó entre los meses de marzo y junio, y los Play Offs en los meses de julio y agosto. El calendario constó de 28 juegos realizados los domingos en una doble cartelera. Clasificaron los primeros cuatro lugares a los playoffs.
Los Rieleros GIMSA de Frontera se coronaron campeones al derrotar en la Serie Final a los Tuzos de Palaú por 4 juegos a 2. El mánager campeón fue Víctor Manuel Ledezma.

## Equipos participantes
| Liga del Norte de Coahuila 2013 |                        |                          |
| Equipo                          | Mánager                | Sede                     |
| Bravos de Múzquiz               | José Luis Vallejo      | Múzquiz, Coahuila        |
| Carboneros de Nava              | Rogelio Gutiérrez      | Nava, Coahuila           |
| Industriales de Monclova        | Armando Rodríguez      | Monclova, Coahuila       |
| Mineros de Nueva Rosita         | Raymundo Martínez      | Nueva Rosita, Coahuila   |
| Piratas de Sabinas              | Héctor Javier Espinoza | Sabinas, Coahuila        |
| Rieleros GIMSA de Frontera      | Víctor Manuel Ledezma  | Frontera, Coahuila       |
| Tecos de Nuevo Laredo           | Esteban Fernández      | Nuevo Laredo, Tamaulipas |
| Tuzos de Palaú                  | Mario Alberto Flores   | Palaú, Coahuila          |

## Posiciones
- Actualizadas las posiciones al 30 de junio de 2013. [2]

| Liga del Norte de Coahuila | Liga del Norte de Coahuila | Liga del Norte de Coahuila | Liga del Norte de Coahuila | Liga del Norte de Coahuila |
| Equipo                     | JG                         | JP                         | PCT                        | JV                         |
| -------------------------- | -------------------------- | -------------------------- | -------------------------- | -------------------------- |
| Frontera                   | 20                         | 8                          | .714                       | -                          |
| Monclova                   | 20                         | 8                          | .714                       | -                          |
| Palaú                      | 17                         | 10                         | .630                       | 2.5                        |
| Nava                       | 16                         | 12                         | .571                       | 4.0                        |
| Nuevo Laredo               | 14                         | 14                         | .500                       | 6.0                        |
| Nueva Rosita               | 11                         | 16                         | .407                       | 8.5                        |
| Sabinas                    | 8                          | 20                         | .286                       | 12.0                       |
| Múzquiz                    | 5                          | 23                         | .179                       | 15.0                       |

| Clasificado a los playoffs |

## Playoffs
|  | Semifinales | Semifinales | Semifinales |          |   | Final | Final | Final |  |
|  |             |             |             |          |   |       |       |       |  |
|  |             |             |             |          |   |       |       |       |  |
|  | 3           | Palaú       | 4           |          |   |       |       |       |  |
|  | 3           | Palaú       | 4           |          |   |       |       |       |  |
|  | 2           | Monclova    | 2           |          |   |       |       |       |  |
|  | 2           | Monclova    | 2           |          | 3 | Palaú | 2     |       |  |
|  |             |             |             |          | 3 | Palaú | 2     |       |  |
|  |             |             | 1           | Frontera | 4 |       |       |       |  |
|  | 4           | Nava        | 1           | Frontera | 4 | 1     |       |       |  |
|  | 4           | Nava        |             |          |   | 1     |       |       |  |
|  | 1           | Frontera    | 4           |          |   |       |       |       |  |
|  | 1           | Frontera    | 4           |          |   |       |       |       |  |
|  |             |             |             |          |   |       |       |       |  |